# 厄瓜多尔大叶草
厄瓜多尔大叶草是大叶草科大叶草属下的一个物种，为厄瓜多尔特有植物。种加词意思是厄瓜多尔的。